# Inferno bianco (romanzo)
Inferno bianco (titolo originale Inland) è un romanzo giallo dello scrittore svedese Arne Dahl (pseudonimo di Jan Lennart Arnald) pubblicato in Svezia nel 2016.
È il secondo libro della serie che ha per protagonisti Sam Berger e Molly Blom.
La prima edizione italiana del romanzo è stata pubblicata nell'anno 2018 da Marsilio.

## Edizioni
- Arne Dahl, Inferno bianco, traduzione di Alessandro Borini, Marsilio, 2018. ISBN 978-88-317-1095-4.
- Arne Dahl, Inferno bianco, traduzione di Alessandro Borini, Universale Economica Feltrinelli, 2019. ISBN 978-88-297-0054-7.